# Hottentotta pooyani
Espèce
Hottentotta pooyani est une espèce de scorpions de la famille des Buthidae.

## Distribution
Cette espèce est endémique de la province du Khouzistan en Iran. Elle se rencontre vers Bagh-e Malek.

## Description
La femelle holotype mesure 61,43 mm et la femelle paratype 64,71 mm.

## Étymologie
Cette espèce est nommée en l'honneur de Pooyan Moradi.

## Publication originale
- Moradi, Yağmur & Akbari, 2022 : « Hottentotta pooyani sp. nov. (Scorpiones, Buthidae) from the Khuzestan Province, Iran. » Bulletin of the Iraq Natural History Museum, vol. 17, no 2, p. 251-266 (texte intégral).